# Paragraaf 175
Paragraaf 175 was een artikel in het Duitse Wetboek van Strafrecht dat geslachtsverkeer tussen twee mannen verbood. In eerdere versies verbood het artikel ook bestialiteit.
Het artikel werd in 1871 ingevoerd met het Wetboek van strafrecht van de Noord-Duitse Bond, dat per 1 januari 1872 van kracht werd voor het gehele Duitse Keizerrijk. Na de hereniging van Oost- en West-Duitsland werd paragraaf 175 op 10 maart 1994 afgeschaft.

## Geschiedenis
Paragraaf 175 werd in 1871 geïntroduceerd in het Wetboek van Strafrecht van de Noord-Duitse Bond; in de jaren 90 van de negentiende eeuw probeerden seksuele hervormers het artikel met de hulp van August Bebel af te schaffen, maar een petitie met dit doel werd in 1898 verworpen door de Rijksdag. In 1929 besloot een parlementaire commissie met steun van de Communistische partij en de Duitse Democratische Partij het wetsartikel af te schaffen, maar de opkomst van het nationaalsocialisme verhinderde dat de paragraaf ook daadwerkelijk geschrapt werd.
In 1935 werd het artikel uitgebreid door de nazi's, zodat rechters ook straffen konden opleggen voor homoseksuele handelingen zonder daadwerkelijk fysiek contact, zoals naast elkaar masturberen. In dat jaar steeg het aantal veroordelingen naar 8000, terwijl er in het voorgaande jaar slechts 10 waren geweest. De Gestapo kreeg de macht om mannen die verdacht werden van homoseksualiteit naar concentratiekampen te deporteren, zelfs wanneer de verdachten al veroordeeld waren door een rechtbank of hun straf al hadden uitgezeten. Tussen de 5000 en 15.000 mannen werden naar concentratiekampen afgevoerd, waar ze als identificatiemiddel een roze driehoek opgespeld kregen. De meerderheid van hen stierf in gevangenschap.
Na de overwinning van de geallieerden op nazi-Duitsland in 1945 werden de mannen die onder paragraaf 175 veroordeeld waren en binnen de Duitse grenzen zaten niet bevrijd, maar gedwongen om de aan hen vóór de oorlog opgelegde straffen uit te zitten. De DDR verwijderde in 1950 alle nazi-wijzigingen aan het artikel uit haar wetboek, maar in de Bondsrepubliek werden tussen 1945 en 1969 100.000 mannen verdacht van homoseksuele handelingen zoals die gedefinieerd werden in het wetsartikel van de nationaalsocialisten, en 50.000 van hen werden veroordeeld; velen van deze laatste groep pleegden zelfmoord. In 1969 verzachtte de Bondsrepubliek paragraaf 175 naar een leeftijdsgrens van 21 jaar; de grens werd bijgesteld naar 18 in 1973, en uiteindelijk werd de gehele paragraaf in 1994 afgeschaft.

## Achtergrond

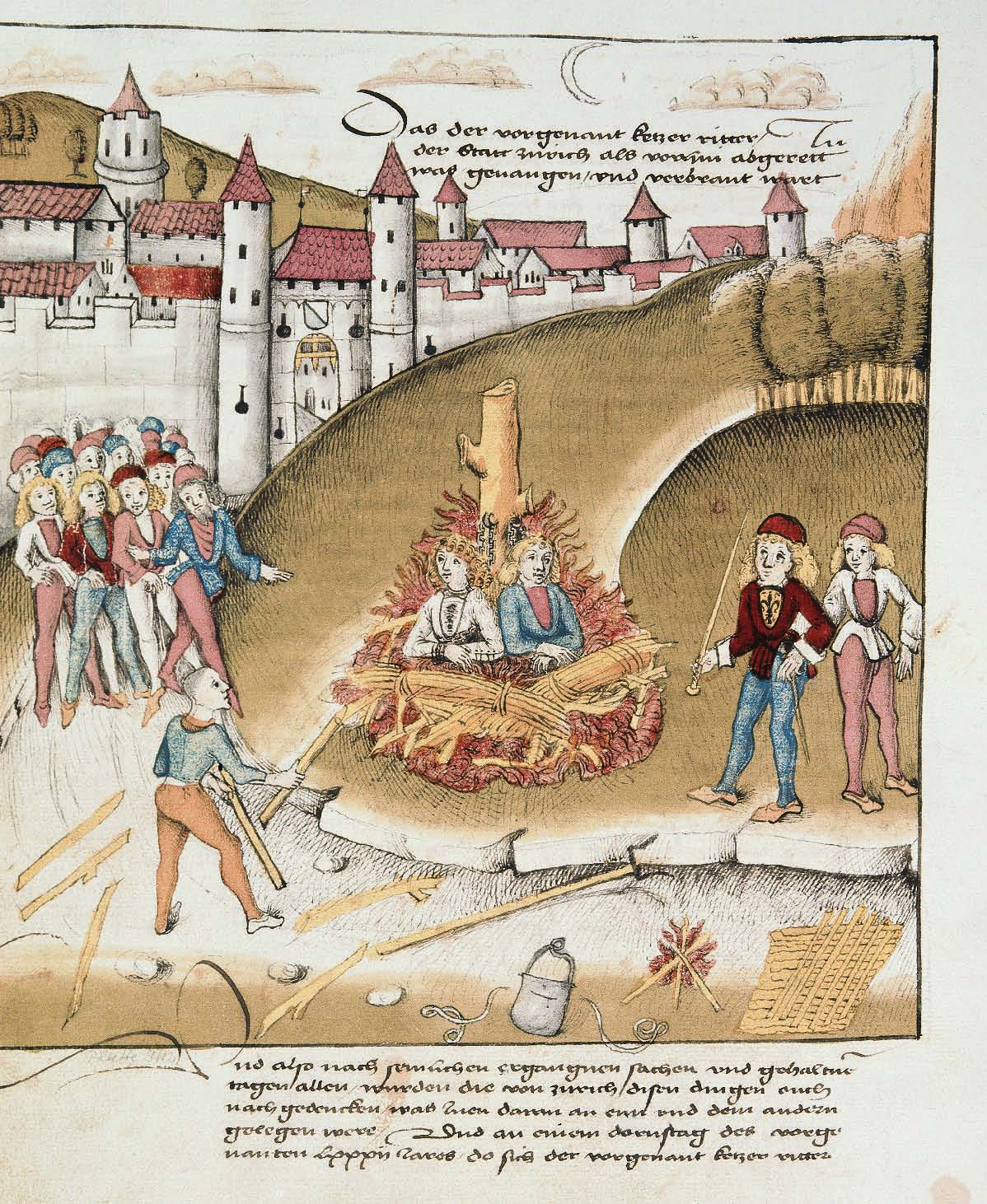
Het verbranden van homoseksuelen buiten de stadsmuren van Zürich

In de tweede helft van de 13e eeuw veranderde de status van sodomie drastisch. Hoewel anale seks tussen mannen al langer als een zonde beschouwd werd, voerden Europese landen nu voor het eerst wetgeving in die sodomie tegen moest gaan en het met de dood bestrafte.
In 1532 legde keizer Karel V de funderingen voor wetgeving op dit gebied die tot aan het eind van de 17e eeuw ingevoerd zou blijven in het Heilige Roomse Rijk. Paragraaf 116 van die wet, stelt:
De straf voor onkuisheid die tegen de natuur ingaat. Wanneer er een onkuise daad plaatsvindt, een mens met een beest, een man met een man, een vrouw met een vrouw, dan verliezen zij het recht om te leven. En zij moeten, zoals het gewoon is, door middel van het vuur van het leven de dood ingedreven worden.
Pruisen was in 1794 de eerste staat die op het gebied van de sodomie tijdens de Verlichting zijn wetten versoepelde in paragraaf 163 van hun wetboek:
Onnatuurlijke ontucht, zowel tussen personen van het mannelijke geslacht of mensen met beesten, wordt bestraft met een opsluiting van zes maanden tot vier jaar, en verder met het verliezen van alle burgerrechten.
In 1804 trad Frankrijk onder de Code Napoléon in de voetsporen van Pruisen, toen anale seks tussen twee mannen alleen nog strafbaar was als een van de twee verkracht werd; in feite werd homoseksualiteit dus volledig gedecriminaliseerd. In de gebieden die Napoleon Bonaparte voor Frankrijk veroverde, zoals de Nederlanden, werd dezelfde wetgeving geïntroduceerd en ook Beieren nam in 1813 het Franse systeem over. In 1869 zocht Pruisen nog steeds naar wetenschappelijke gronden voor zijn wetgeving omtrent homoseksualiteit, nu die in Frankrijk, de Nederland en Beieren niet langer strafbaar was. Hoewel deze op de wetenschap gebaseerde bewijzen niet gevonden konden worden, bevatte het wetsartikel dat Otto von Bismarck naar de Noord-Duitse Bond stuurde nog steeds de Pruisische paragraaf uit 1794, gerechtvaardigd uit angst voor de publieke opinie:
Hoewel men deze wetgeving nietig kan verklaren op medische gronden en zekere strafrechtelijke theorieën - desondanks ziet het rechtvaardigheidsgevoel van het volk ("das Rechtsbewusstsein im Volke") deze daden niet slechts als zonde maar ook als misdaad.

## Het Duitse Keizerrijk
Op 1 januari 1872, precies één jaar nadat het Wetboek van strafrecht van de Noord-Duitse Bond werd ingevoerd, werd het ook het wetboek van het gehele Duitse Keizerrijk. Hiermee werd de decriminalisatie in Beieren afgeschaft. De bijna honderd jaar oude wet uit Pruisen werd bijna woord voor woord geïntroduceerd als paragraaf 175:
Onnatuurlijke ontucht, zowel tussen personen van het mannelijke geslacht of mensen met beesten, wordt bestraft met een opsluiting, en verder met het verliezen van alle burgerrechten.
Al in de jaren '60 van de negentiende eeuw hadden verschillende activisten geprobeerd het Pruisische artikel af te laten schaffen. In het Keizerrijk kwam een meer georganiseerde oppositie tot stand in 1897, toen een groep vooraanstaande wetenschappers het Wetenschappelijk-Humanitair Comité oprichtte, die probeerde paragraaf 175 ongeldig te laten verklaren gebaseerd op de theorie van de aangeboren aard van homoseksualiteit. Een door het comité georganiseerde petitie in 1897 kreeg 6000 handtekeningen; een jaar later bracht de voorzitter van de SPD, August Bebel, het voorstel voor de Rijksdag, maar de petitie werd verworpen. In 1908 werd zelfs voorgesteld de paragraaf uit te breiden om ook lesbische affaires te verbieden:
Het gevaar bestaat voor zowel het gezinsleven als de jeugd. Het feit dat er de laatste tijd meer van zulke zaken voorkomen is betrouwbaar bewezen. Het is daarom voor de moraliteit en ook het algemene welzijn van belang dat de paragraaf wordt uitgebreid naar vrouwen.
Door langzame vorderingen in het herschrijven van het artikel kon de Rijksdag niet eerder dan 1917 over de wetswijziging stemmen. De Eerste Wereldoorlog en het daaropvolgende verlies van Duitsland leidden ertoe dat het amendement niet werd ingevoerd.

## De Weimarrepubliek
Na de Vrede van Versailles werd het Duitse rijk omgevormd tot de Weimarrepubliek. Tussen 1919 en 1929 werd vanuit de linkse partijen campagne gevoerd om paragraaf 175 af te schaffen, maar hun pogingen waren onsuccesvol omdat zij een minderheid in het parlement vormden. Een centrumrechtse coalitie probeerde in 1925 om de straffen voor overtredingen van het artikel te verzwaren, en om tegelijkertijd een apart wetsartikel in te voeren in het strafrecht door mannelijke prostitutie en seks met mannen jonger dan 21 jaar te classificeren als misdrijf. De wijziging van paragraaf 296 (zoals paragraaf 175 toen inmiddels heette) werd door de communistische en liberale partijen geblokkeerd in de Rijksdag; het nieuwe artikel werd wel ingevoerd, maar in 1930 alsnog herroepen door een interparlementaire commissie bestaande uit Duitse en Oostenrijkse politici. Daarna werd noch door links noch door rechts meer actie ondernomen met betrekking tot het artikel, omdat de opkomst van de nationaalsocialisten in de politiek geleidelijk het hele democratische stelsel platlegde.

## Het nazi-tijdperk
In 1933 was Adolf Hitler met zijn nationaalsocialistische partij gekozen als leden van de Rijksdag. Paragraaf 175 werd in 1935 gewijzigd zodat de maximale gevangenisstraf die op overtreding ervan stond verhoogd werd van zes maanden tot vijf jaar. Ook werd de specificatie "tegennatuurlijk" ("widernatürlich") verwijderd, waardoor de sinds 1794 bestaande interpretatie dat het artikel alleen betrekking had op anale seks uitgebreid werd naar vrijwel iedere handeling die als homoseksueel gezien kon worden. Door deze wijziging werd het nu een misdrijf om een handeling te begaan als die een algemeen gevoel van schaamte opriep of wanneer men bewezen achtte dat het doel van de handeling was om een van de twee mannen of een derde persoon seksueel op te winden.
De nazi's voerden ook de in 1925 geplande paragraaf 297 in als paragraaf 175a. Deze verbood prostitutie door mannen, seksuele relaties tussen werknemers en werkgevers, en homoseksuele relaties met mannen jonger dan 21 jaar. Het deel dat de "onnatuurlijke ontucht met beesten" verbood werd verplaatst naar artikel 175b. De officiële verklaring die de overheid gaf voor deze verscherping was dat homoseksualiteit de moraal van het Duitse volk ondermijnde, en dat het anders "epidemie-achtige vormen" aan zou nemen. Onder het nieuwe artikel werden jaarlijks 8000 mannen veroordeeld, een vertienvoudiging. De helft van de verdachten werd opgepakt na onderzoek door de politie, de overige vijftig procent na aangifte door derden, zoals buren of werkgevers. Onder deze naziwetgeving werd een totaal van ongeveer honderdduizend homoseksuelen geregistreerd, van wie vijftigduizend een veroordeling opliepen. Hoewel er voorstanders waren van het toepassen van de pargraaf op vrouwen, bijvoorbeeld SS-jurist Rudolf Klare, werd seksualiteit tussen vrouwen niet strafbaar gesteld. Zij konden - wanneer zij zich te zeer buiten de normen van de nazi-samenleving begaven of te duidelijk aanwezig waren - echter wel vervolgd worden.
De Gestapo had – in tegenstelling tot de gewone politie – de bevoegdheid om burgers die verdacht werden van homoseksualiteit te arresteren zonder een aanklacht in te dienen, zelfs nadat de verdachten in kwestie al waren vrijgesproken door een rechtbank. Dit lot viel vele mannen ten deel, die na hun straf te hebben uitgezeten werden doorgestuurd naar een concentratiekamp om verdere overtredingen te voorkomen. Men schat dat zo'n 10.000 mannen op die manier werden gedeporteerd; van hen overleefde ongeveer veertig procent de oorlog. Na de bevrijding door de geallieerden werden sommigen van hen alsnog opgesloten in gevangenissen om hun straf uit te zitten.

## Naoorlogs Duitsland

### Duitse Democratische Republiek
In het door de Sovjets bezette Oost-Duitsland ontwikkelde de wetgeving in het algemeen zich niet uniform vanwege de verschillende wetgevende machten in de deelstaten (Bundesländer). In Thüringen werd de in 1925 geplande wijziging om op overtreding van paragraaf 175 zwaardere straffen te zetten alsnog ingevoerd, maar in de andere deelstaten bleef het artikel ongewijzigd. In 1946 adviseerde een commissie van juristen om de paragrafen 175 en 175a niet in het nieuwe wetboek van strafrecht op te nemen, maar aan dit advies werd geen gehoor gegeven. Een rechtbank in Saksen-Anhalt bepaalde in 1948 dat de door de nazi's gebruikte paragrafen onrechtvaardig waren, omdat een progressieve ontwikkeling van het artikel was afgebroken en zelfs teruggedraaid. Twee jaar later besliste een Berlijnse rechter dat in de gehele DDR het artikel zoals het was vóór 1935 als geldig beschouwd moest worden. In 1954 vonniste dezelfde rechtbank dat paragraaf 175a in tegenstelling tot 175 ook van toepassing was wanneer er geen geslachtsverkeer plaatsvond; de ontucht werd gedefinieerd als elke handeling met de bedoeling seksuele opwinding teweeg te brengen en die "het morele gevoel van onze arbeiders schaadt".
Het Oost-Duitse wetboek werd in 1957 herzien. Als gevolg daarvan kon het ministerie van Justitie besluiten niet tot vervolging over te gaan als de misdaad geen gevolgen had voor de samenleving; de paragrafen 175 en 175a vielen in die categorie. In datzelfde jaar besliste een rechter van het Berlijnse Hof van Beroep dat alle straffen die waren opgelegd onder paragraaf 175 moesten worden opgeschort, omdat het misdrijf niet in verhouding stond tot de straffen die ervoor waren gegeven. Gecombineerd met de eerdere herziening van het strafrecht was seks tussen twee mannen vanaf eind jaren '50 legaal.

### Bondsrepubliek Duitsland
In de Bondsrepubliek behield men na de Tweede Wereldoorlog de versie van paragraaf 175 zoals die was gebruikt door de nationaalsocialisten. In 1957 bepaalde het Bundesverfassungsgericht, het grondwettelijk Hof, dat het artikel niet afgeschaft moest worden vanwege de invloed van de nazi's, "omdat deze invloed niet zo sterk was geweest dat het artikel niet meer paste binnen een vrije democratische staat". 
Tussen 1945 en 1969 werden zo'n 100.000 mannen onder de paragraaf vervolgd, waarvan de helft schuldig werd bevonden. De vervolging verschilde per deelstaat: waar in Hamburg in 1951 nog een symbolische geldstraf van DM 3,- werd opgelegd aan twee homoseksuele mannen, kwam het in Frankfurt in 1950-'51 tot een arrestatiegolf en meer dan 100 aanklachten. Deze leidde tot een reeks zelfmoorden:
Een negentienjarige jongen sprong van de Goetheturm nadat hij zijn dagvaarding had ontvangen, een andere vluchtte naar Zuid-Amerika en een ander naar Zwitserland. Een tandheelkundige en zijn vriend vergasten zichzelf. In totaal zijn er zes zelfmoorden geteld. Velen van de verdachten verloren hun baan.
Onder het Bondskanselierschap van Konrad Adenauer rechtvaardigde een nooit ingevoerde revisie van het strafrecht het aanhouden van paragraaf 175 als volgt:
Aangaande mannelijke homoseksualiteit; het wetssysteem moet hier, meer dan op andere gebied, een bolwerk oprichten om deze ontucht tegen te gaan, welke anders een serieus gevaar zou vormen voor het gezonde en natuurlijke leven.
Op 25 juni 1969, vlak voor het einde van de regeerperiode van het CDU, werden de paragrafen 175 en 175b, die bestialiteit verboden, afgeschaft door een socialistische coalitie onder leiding van kanselier Kurt Georg Kiesinger. Alleen overtredingen van paragraaf 175a - mannelijke prostitutie, seks met een man onder de 21 en seksuele relaties tussen werknemers en werkgevers - bleven illegaal. In 1973 werden door een socialistisch-liberale overheid compleet nieuwe wetten aangenomen aangaande seks en seksualiteit. De termen "ontucht" en "gevaar voor de moraliteit" werden geschrapt, en de leeftijd waarop een man met een andere man seks mocht hebben werd verlaagd naar 18, hoewel lesbiennes en heteroseksuelen al op hun veertiende beslissingsbevoegd waren.

## Herenigd Duitsland
Na de val van de Berlijnse Muur in 1989 trachtten beide landen om hun wetgeving uniform te maken. Dit betekende dat men of geheel paragraaf 175 moest schrappen – zoals in de DDR was gebeurd – óf het overblijfsel van het artikel zoals het in de Bondsrepubliek bestond ook toepassen op de voormalige DDR. In 1994, toen het getouwtrek over de wetten ten eind kwam, werd besloten om paragraaf 175 uit het wetboek te verwijderen.
Tegenwoordig is de minimumleeftijd waarop men seks mag hebben, ongeacht geslacht of seksuele voorkeur, 14 jaar. Op 17 mei 2002 werd een speciale wet aangenomen die door de nazi's veroordeelde homoseksuelen en uit de Wehrmacht gedeserteerde soldaten generaal pardon verleende. Er kwam kritiek vanuit de burgerrechtenbeweging, omdat de wet mannen die na 1945 waren veroordeeld geen gratie verleende.